# Орловат
Орловат је насеље града Зрењанина у Средњобанатском округу, у Србији. Налази се на десној обали реке Тамиш, на нижој лесној тераси. Насеље је више пута током историје мењало локацију и име. Данашњи Орловат је положен на месту где се спајају три крака пруге тзв. трианглу. Према попису из 2022. године било је 1203 становника.

## Историја
Орловат се може убројати у групу старих насеља у Банату. Висока десна обала Тамиша је одувек била густо насељена, о чему сведоче бројни археолошки налази. Доминирају у атару села трагови неолитског културног слоја. Најпознатији налаз је из бронзаног доба, на локалитету Умка, који представља највишу коту у околини, са одређеном културом Вербичоара.
У својој прошлости забележен је као варош са правом одржавања вашара, под именом Борлод 1471. године, и припадао је ковинској жупанији. Трг Борлод је био раскрсница путева, који су из три правца водили до њега; од Бечкерека (и Бечеја), Титела и Панчева. Услед честих турских упада опада број његових становника и он је већ 1506. године постао обично село звано Барлат. По алманаху "Torontaler compasu" (1880) Орловат се као појам јавља од 1530. године, и мада има неколико истоимених топонима у Банату, онај "прави" је овај данашњи на Тамишу. На почетку турске владавине 1553. године на месту садашњег села остала је пустара Орлохат, а Срби становници су се већ преместили јужније, на речну греду Стари Орлохат. Оба топонима су била тада у саставу Вакуф Мехмед - паше Соколовића, са седиштем у Бечкереку. По првом, турском попису Орлохат је 1567. године имао 32 домаћина, од којих су два попа - Петар и Никола. Село које представља дорбаџијско насеље на воденом путу (Тамиш), и помиње се у Крушевском поменику, који датира са почетка 17. века под именом Орлахта, а то је само погрешно записан Орлохат. У катастигу манастира Пећке патријаршије из 1660. године се види да су сви становници дародавци били Срби, и да је имао укупно 16 домова. Аустријски путописац Херман Отендорф ће свратити у село 1663. године и одредити његов значај, као битно насеље на путу Београд - Темишвар.
Од 1697-1698. године Орловат се поново налази на данашњој локацији, а основали су га придошли Срби из Сентандреје и они староседеоци - пресељени становници оближњег старог Орловата. Ослобођење Баната од турске окупације 1717. године дочекало је у месту Хорлебату - 30 домаћина. Орловаћани су до 1773. године били директно подређени администрацији бечке Дворске коморе. У великој епидемији куге 1738. године, која је захватила Банат, умрла је скоро четвртина становника Орловата. Две године касније 1740. село има 25 домова, а међу њима су неке породице које и данас живе у њему. Само три-четири године касније насељена је прва група граничара са Потиско-поморишке границе од око 25 породица, тако да је место нарасло на око 50 домова. После доласка друге групе граничара 1751-1753. године од двадесетак породица, и треће групе 1768. године, нарасло село се ужурбано спремало за улазак у Војну границу, што се и догодило, 1773. године. Те године је по плану коначно је конституисан Илирско граничарски пук, и Орловат као штација (вод) улази у његов састав. Орловат је 1764. године православна парохија у Бечкеречком протопрезвитерату. Пар година пре уласка у Војну границу и неколико година касније су свакако најбитније године за ово место. Тих година било је 101 кућа, од којих су 18 биле земунице. Потомци тих породица које су прве завојачене чине и данас већину становника Орловата. Задња појава турске војске у овим крајевима је била 1788. године, и Орловат је страдао у више наврата а 15. септембра опљачкан је и делимично спаљен, затим 2. октобра био је такође окршај, али је становништво већ било евакуисано у Бачку. Током ноћи 17. и 18. октобра одиграла се страшна битка, код Орловата на потесу Ћуприја, где је томашевачки капетан Ђорђе Радивојевић погинуо заједно са својих стотинак војника, од стране знатно бројније турске војске. На истом овом потесу одиграла се значајна битка и децембра 1848. године, у време мађарске револуције између Срба и Мађара. Српску народну војску је предводио пуковник Кнежевине Србије Стеван Петровић Книћанин, који је послат са србијанским добровољцима да помогне угроженој браћи у Српском Војводству. Иако са бројчано слабијом војском извојевао је вредну ратну победу аустро-српске војске над Мађарима у том рату. На славном месту где су се Срби храбро борили и гинули у два рата, постављен је 1823. године од стране породице споменик погинулом капетану Ђорђу Радивојевићу, који је ту са својим граничарима и сахрањен. Банатска војна граница укинута је јуна 1872. године, и Орловат је после 99 година милитарског и војног живота потпао под цивилну управу тадашње Торонталске жупаније, са седиштем у Великом Бечкереку.
Већина милитарских породица је и пре насељавања у Орловат била у војној служби или граници, и то још од 1690. године од Сеобе под Арсенијем Чарнојевићем и доласком у ове крајеве. Име села током његовог трајања је мењано, па се осим поменутих назива, срећу варијанте имена Орловат: Хорлебатх, Орлоат, Орловатх и друга у зависности од тога ко је овим просторима владао и водио администрацију. Мађарске власти су присилно вршећи мађаризацију, селу 1911. године променили име у Орлод, и оно се тако само званично писало до 1921. Име Орловат је добило село по станишту орлова који су правили гнезда у високим крошњама древних храстова на обалској греди, око које се Тамиш разливао па настаје острво, спруд, или ат. (мађ. at значи преко) што сасвим одговара изгледу овог терена. О таквом тумачењу сведочи својим положајем некадашња локација, а данас потес Стари Орловат у Кутинама, који се налази на око два километра јужно од данашњег села Орловата.. По Урошу Предићу, село је име добило по месту порекла становника које се можда звало Орловац. Од тог назива је на папиру писањем изведена данашња верзија: Орловац - Орловатз - Орловат.

## Познате личности
Међу најзнаменитијим старијим орловатским породицама, поред староседелаца Субића и Арсеновића, посебно место имају досељени из Срема, Предићи и Милијевићи. Потомци - све синови орловатског свештеника Петра Предића (парох 1841-1880) били су сви одреда образовани и успешни људи: Светозар (парох у Орловату, умро 1881), Стефан (граничарски официр, па професор у Београду, умро 1920), Радивој (финансијски стручњак у Београду, умро 1894), Јосиф (професор у Београду, умро 1935) и најмлађи Урош (академски сликар и академик, умро у Београду 1953). И деца трговца Марка Милијевића су били талентована и образована, али кратких живота: Павле (свештеник у Избишту), Петар (богослов па граничарски официр у Белој Цркви, умро млад 1869), Велизар (перспективни студент права, умро у Пешти млад 1856), Јулијана ( прва и највећа орловатска песникиња, у Великом Бечкереку), Љубица (песникиња, умрла млада 1868) Несхваћени књижевник Стеван Бајкић, оставио је иза себе "брдо" књижевних дела, која су међутим остала у рукопису. Из Орловата потиче и неколико послератних универзитетских професора - доктора наука и академика.
Спортисти Орловата су такође вредни пажње: Петар Поповић међународни велемајстор (живи у Швајцарској), покојни проф. Звонко Маленић рукометаш, државни репрезентативац (голман), Душко Тошић фудбалер, државни репрезентативац и интернационалац.
Најпознатији Орловаћанин је рођен 1857. године - Урош Предић академски сликар, који се уз Пају Јовановића сматрао најзначајнијим сликаром код Срба. Добар део свог живота сликар је провео радећи и у Орловату и у многобројним његовим делима има доста детаља из живота тадашњег Орловата. Данас у Орловату нема сачуване куће Уроша Предића, али успомену на њега чува скромна „Спомен соба“ отворена 2007. године Остао је дуд у дворишту његове куће, сада стар већ више од једног и по века, иконостас у месној цркви, копије скица и графика у школи и споменик испред школе. Академик Урош Предић је умро 1953. године и сахрањен у породичној гробници на Новом гробљу у Орловату. Месна основна школа и рукометни клуб носе његово име, а друштво виноградара по његовој слици „Весела браћа“.
У Орловату је рођено још неколико надарених сликара. То су сликари који су живели и радили пре Предића и углавном се везују за црквено сликарство. Емануил Антоновић је рођен око 1785. године у Орловату, иконописац, позлатар и сликар. Своја дела је углавном остварио у румунском делу Баната, околина Чакова и Темишвара. Трговац и арендатор Евгеније Арсеновић (1796-1850) гимназију и цртачка школа 1810. године завршио у Сремским Карловцима, чији је један рад сачуван у архиви Карловачке гимназије. Петар Арсеновић (1730-1798), орловатски свештеник, од којег се идворској цркви налази икона - копија Богородица Бездинска, коју је насликао 1770. године. Једини академски сликар поред Уроша Предића, је Јелена Попадић (рођена 1964) која живи и ради у Холандији.

## Ваведењска црква
Православна црква саграђена је 1770. године на новој локацији, новоустановљеном сеоском тргу, а посвећена исто Ваведењу Пресвете Богородице, као што је била и претходна. Иконописац Димитрије Поповић је 1772. године осликао иконостас цркве. Зна се да је 1744. године подигнута претходна, старија црква у селу, на месту данашњег Црквишта или "Мале цркве". На том месту данас се налази спомен обележје са металним крстом, да опомиње где је био олтар, и надгробни споменици из старог гробља, које је било око ове цркве. Данашњи изглед "мала црква" је добила 1869. године трудом мештанина Арсенија Милићевог. Када је 1797. године пописан православни клир Темишварске епархије ту су била два свештеника. парох поп Петар Арсенијевић (рукоп. 1752) и његов син, капелан поп Арсеније Арсенијевић (1790).
A 1778. године заведено је парохијско звање и матичне књиге су почеле да се воде 1779. Одувек је село имало само једну парохију, са једним парохом. Занимљиво је споменути да су матрикуле пронађене скривене у зидовима старе цркве 1924. године. када је рушена и као оштећене од влаге, две године биле евидентиране у архиви црквене општине Орловат, а после тога им се губи сваки траг. Градња нове цркве у српско-византијском стилу отпочела је 1924. године, рушењем старе цркве, прве на том месту изграђене. Градња је завршена 1927. године и представља један од најлепших православних храмова на овом простору. Пројектант цркве је био познати београдски архитекта Драгиша Брашован. У њој се налази иконостас са 20 икона дело академског сликара Уроша Предића, као поклон родном месту. У цркви се налазе и три иконе рад сликара и иконописца Димитрија Поповића. Једна је из 1756. године, икона Богородице Бездинске, а друге две - на пренетим троновима - Богородица са Христом и св. Апостол Јаков. Нови иконостас од мермера израдио је академски мраморијер Хофер Леополд из Београда, а украсио га вајар Јован Војла из Вршца. На спољном источном зиду цркве су узидане две надгробне плоче из 1777. и 1782. године, које припадају некад богатим породицама Субић и Николић, односно Арсеновић - старој свештеничкој породици из Орловата, чији се гробови налазе у гробној крипти у цркви. Православна црква је освећена 21. септембра 1927. године на празник Мала Госпојина, али последње Предићеве иконе(3) постављене су годину дана касније, септембра 1928. Нова орловатска Архангелска водица је озидана од стране сеоских богомољаца 1936. године у самом селу, на обали Тамиша. У Орловату се налазе и назаренска црква или скупштина саграђена 1893. године на Тубићевом грунту, као и адвентистичка црква саграђена око 1970. године код Станића. Данашња, нова "суботарска богомоља" подигнута крајем 20. века, налази се на грунту Антуљескових.

## Орловатска школа
Школа се у Орловату помиње први пут 1768. године. Била је то приватна, неродовна школа коју је водио сеоски парох Стефан Станковић. Евидентирано је само пет ученика који су учили у попиној кући те године. У попису државних школа из 1772. помиње се већ права вероисповедна народна тзв. тривијална школа са једним учитељем. Први орловатски учитељ или магистер био је писмени сеоски граничар Илија Нинков, забележен 1776. године. По њему су потомци добили шпицнамет "Мађистерцови" који се до данас одржао. Школа је радила у једној од стране сеоске власти изнајмљеној згради, а плату је учитељ примао од родитеља деце, у зависности од погодбе. Од 1830. године постоје два одељења, за сада раздвојену мушку и женску децу, са којима су радила од тад два учитеља. Поред редовне постојала је и недељна или празнична тзв. Пофторна школа, за оне који су завршили школу а нису били пунолетни. Најзаслужнији за развој и јавни живот села био је учитељ Бранко Коњић (родом из Кикинде), који је био радио као учитељ и управитељ школе 1926-1946. године. Након Другог светског рата Између 1946-1950. године постојала је у селу двогодишња Прогимназија, коју су похађала и деца из околине. Највише ученика током постојања школе је било 1963. године - 372, а у забавишту 41 дете. На почетку школске године 2016/2017. ОШ "Урош Предић" у Орловату је похађало 108 ученика, од којих 18 првака.

## Мала индустрија
Од индустрије у Орловату треба споменути млин на саугас, који је изградио назарен Божа Тубић у "Великом сокаку" 1905. године. Национализован је после другог рата, али већ више од две деценије није у функцији. Пре градње млина у Орловату је радило три ветрењаче и преко двадесет сувача (коњски млинови на сувом). Прве забележене суваче у Орловату су из 1776. године и било их је три. Циглана у Орловату има врло дугу традицију, негде око два века. Прву циглану и црепану је покренуо Карло Прохаска око 1810. године. Сада ради приватна циглана код жељезничког моста на Тамишу, основана 1938. коју воде браћа Пешићи из Црне Траве. Струју је прво производио Тубићев млин, док за време рата студент технике Каменко Панић није покренуо своју електричну централу. Постојале су мале мануфактуре попут: олајницa (Радованчева), ваљара сукна (Прохаске), содара (Петровачког), вуновлачара (Радосављева), дрндара и гребенара (Петрова, па Ружићева), бројне пецаре ракије...Између два светска рата радило је неколико мањих млекара и сирара, међу којима најпознатија Мите Јефтановића (из Београда), у којима су мајстори Србијанци поред осталог највише правили од овчијег млека тврди сир качкаваљ.
Орловат је због одбијања сеоских општинара да финансијски учествују у градњи пруге Велики Бечкерек - Панчево, изгубио 1894. године жељезничку станицу (већ пројектовану), која је у знак одмазде пренета у суседни Томашевац. На лединама потеза Чоке, које су се налазиле ближе Орловату него Томашевцу, никла је стандардна станица за комплетном инфраструктуром за сав саобраћај - путнички и теретни. Орловат-стајалиште као место где воз само стаје и прима путнике, почело је да функционише тек за време Првог светског рата. Жељезничка станица Орловат је подигнута 1926. године на новој прузи Тител - Орловат. Асфалтни пут Ечка - Орловат (Томашевац) који је градила фирма "Планум", свечано је отворен октобра 1967. године.

## Стари занати
Поуздани подаци о занатлијама и оно што би се данас звало "мала привреда", датирају из 1776. године. Те године по званичном попису Орловат је имао шест занатлија, три млина — суваче и шест казана за печење ракије. За време војне границе деловали су еснафи, а на челу орловатског здруженог еснафа подређеног Панчеву, био је до 1873. године Ђока Тодоров ћурчија. Занатлије су још 1882. године основале здружену занатлијску задругу Томашевачко-Орловатско-Ботошку, коју су чинили мајстори Срби и Швабе из та три места. Многи стари уско специјализовани занати који су били традиционално развијени у Орловату су изумрли углавном због губитка потребе за њима. Било је ту поред осталих, врсних дунђерина (тесара), колара, ковача, ћурчија (кожухара), абаџија (сукнара), кабанџија, опанчара, чизмара, салера (ужара), фарбара, сарача (седлара), лепара, бачвара (пинтера) и многих других заната.

## Друштвени живот у 21. веку
У 21. веку Орловат више нема спортских клубова, од којих је последњи угашен рукометни клуб "Урош Предић". Млади су окупљени у КУД "Урош Предић", који мада ради са прекидима, има дугу традицију. Најактивнији у месту су виноградари-винари, веома бројни организовани у чак два конкурентска удружења, и то истог назива "Весела браћа", по чувеној слици Уроша Предића. Своје смотре и дружења винари организују редовно неколико пута: о црквеној слави Ваведењу (4. децембра), на Бадње вече и Трифундан и другим поводом. Развијају вински туризам кроз замишњени "Вински пут", форсирају гајење аутохтоних сорти винове лозе, праве квалитетно вино са географским пореклом, које носе на бројна такмичења или нуде посетиоцима у својим породичним винаријама. Орловатски завичајци - Орловаћани који више не живе у свом селу, чине мобилно удружење које ради на неговању успомена на земљака Уроша Предића. Организовали су отварање спомен-собе уметника на Тргу Уроша Предића, уредили су гробницу Предића, организују Ликовну и Фотографску колонију у оквиру вишедневне медијски пропраћене манифестације "Предићеви дани", кренули су са изградњом темеља реплике родне куће Предића у центру села, где би требало да се концентрише јавни културни живот села итд. Завичајци годинама издају свој годишњак, билтен "Нови орао", у којем описују све активности свог друштва и савременог тренутка села. Од сеоских удружења посебно су вредне жене у свом активу "Вредне руке", затим инвалиди-пензионери који имају уређене просторије, па ловци у оквиру свог удружења. Орловат због Тамиша и живописне околине постаје све више "викенд насеље", од којих једно већ самостално расте тзв. "Лутино село", код жељезничког моста на Тамишу.
Орловат се осим у другим књигама, помиње и у роману савременог британског писца Филипа Сингтона. Аутор описује живот одбачене Ајнштајнове кћерке, која је дата на усвајање наводно у Орловату.

## Демографија
У насељу Орловат сада живи 1471 пунолетни становник, а просечна старост становништва износи 41,9 година (41,0 код мушкараца и 42,8 код жена). У насељу има 583 домаћинства, а просечан број чланова по домаћинству је 3,07.
Ово насеље је великим делом насељено Србима (према попису из 2002. године), а у последња три пописа, примећен је пад у броју становника.
|  |

| Демографија | Демографија | Демографија |
| Година      | Становника  | Становника  |
| ----------- | ----------- | ----------- |
| 1948.       | 2.245       |             |
| 1953.       | 2.318       |             |
| 1961.       | 2.335       |             |
| 1971.       | 2.298       |             |
| 1981.       | 2.159       |             |
| 1991.       | 1.933       | 1.909       |
| 2002.       | 1.789       | 1.810       |
| 2011.       | 1.516       |             |

| Етнички састав према попису из 2002.‍ | Етнички састав према попису из 2002.‍ | Етнички састав према попису из 2002.‍ | Етнички састав према попису из 2002.‍ | Етнички састав према попису из 2002.‍ |
| ------------------------------------ | ------------------------------------ | ------------------------------------ | ------------------------------------ | ------------------------------------ |
|                                      |                                      |                                      |                                      |                                      |
| Срби                                 | Срби                                 |                                      | 1.709                                | 95,52%                               |
| Југословени                          | Југословени                          |                                      | 17                                   | 0,95%                                |
| Роми                                 | Роми                                 |                                      | 15                                   | 0,83%                                |
| Мађари                               | Мађари                               |                                      | 12                                   | 0,67%                                |
| Словаци                              | Словаци                              |                                      | 8                                    | 0,44%                                |
| Хрвати                               | Хрвати                               |                                      | 4                                    | 0,22%                                |
| Македонци                            | Македонци                            |                                      | 3                                    | 0,16%                                |
| Црногорци                            | Црногорци                            |                                      | 1                                    | 0,05%                                |
| Румуни                               | Румуни                               |                                      | 1                                    | 0,05%                                |
| Немци                                | Немци                                |                                      | 1                                    | 0,05%                                |
| Муслимани                            | Муслимани                            |                                      | 1                                    | 0,05%                                |
| Бугари                               | Бугари                               |                                      | 1                                    | 0,05%                                |
| Албанци                              | Албанци                              |                                      | 1                                    | 0,05%                                |
| непознато                            | непознато                            |                                      | 3                                    | 0,16%                                |

| Година пописа     | 1948. | 1953. | 1961. | 1971. | 1981. | 1991. | 2002. |
| ----------------- | ----- | ----- | ----- | ----- | ----- | ----- | ----- |
| Број домаћинстава | 555   | 590   | 621   | 635   | 616   | 611   | 583   |

| Број чланова      | 1   | 2   | 3   | 4   | 5  | 6  | 7  | 8 | 9 | 10 и више | Просек |
| ----------------- | --- | --- | --- | --- | -- | -- | -- | - | - | --------- | ------ |
| Број домаћинстава | 121 | 128 | 114 | 113 | 53 | 36 | 14 | 1 | 1 | 2         | 3,07   |

| Пол    | Укупно | Неожењен/Неудата | Ожењен/Удата | Удовац/Удовица | Разведен/Разведена | Непознато |
| ------ | ------ | ---------------- | ------------ | -------------- | ------------------ | --------- |
| Мушки  | 766    | 214              | 468          | 53             | 30                 | 1         |
| Женски | 771    | 121              | 469          | 150            | 27                 | 4         |
| УКУПНО | 1.537  | 335              | 937          | 203            | 57                 | 5         |

| Пол    | Укупно                    | Пољопривреда, лов и шумарство | Рибарство                            | Вађење руде и камена | Прерађивачка индустрија       |
| ------ | ------------------------- | ----------------------------- | ------------------------------------ | -------------------- | ----------------------------- |
| Мушки  | 465                       | 234                           | 1                                    | 0                    | 77                            |
| Женски | 245                       | 163                           | 0                                    | 0                    | 22                            |
| УКУПНО | 710                       | 397                           | 1                                    | 0                    | 99                            |
| Пол    | Производња и снабдевање   | Грађевинарство                | Трговина                             | Хотели и ресторани   | Саобраћај, складиштење и везе |
| Мушки  | 2                         | 23                            | 22                                   | 2                    | 71                            |
| Женски | 0                         | 1                             | 19                                   | 4                    | 2                             |
| УКУПНО | 2                         | 24                            | 41                                   | 6                    | 73                            |
| Пол    | Финансијско посредовање   | Некретнине                    | Државна управа и одбрана             | Образовање           | Здравствени и социјални рад   |
| Мушки  | 0                         | 2                             | 7                                    | 4                    | 2                             |
| Женски | 1                         | 3                             | 3                                    | 11                   | 10                            |
| УКУПНО | 1                         | 5                             | 10                                   | 15                   | 12                            |
| Пол    | Остале услужне активности | Приватна домаћинства          | Екстериторијалне организације и тела | Непознато            | Непознато                     |
| Мушки  | 8                         | 0                             | 0                                    | 10                   | 10                            |
| Женски | 3                         | 0                             | 0                                    | 3                    | 3                             |
| УКУПНО | 11                        | 0                             | 0                                    | 13                   | 13                            |